# Hideaki Ohba
Hideaki Ohba (alternativ transkription:Ōba) (japanska: 大場秀章?, Ōba Hideaki), född 14 juli 1943, är en japansk botaniker, pteridolog och taxonom. Han är sedan 2006 professor emeritus vid Tokyos universitet.
Auktorsnamnet H.Ohba kan användas för Hideaki Ohba i samband med ett vetenskapligt namn inom botaniken; se Wikipediaartiklar som länkar till auktorsnamnet.